# 1997 en sport automobile
Chronologie du Sport automobile
1996 en sport automobile - 1997 en sport automobile - 1998 en sport automobile
Les faits marquants de l'année 1997 en Sport automobile

## Par mois

### Janvier
- 22 janvier : Piero Liatti (Italie) enlève le Rallye automobile Monte-Carlo.

### Février
- 14 février, (Formule 1) : Alain Prost annonce le lancement de l'écurie Prost Grand Prix, anciennement Ligier.

### Mars
- 9 mars, (Formule 1) : Grand Prix automobile d'Australie.
- 30 mars, (Formule 1) : Grand Prix automobile du Brésil.

### Avril
- 13 avril (Formule 1) : Grand Prix automobile d'Argentine.
- 27 avril (Formule 1) : Grand Prix automobile de Saint-Marin.

### Mai
- 11 mai (Formule 1) : Grand Prix automobile de Monaco.
- 25 mai (Formule 1) : Grand Prix automobile d'Espagne.

### Juin
- 14 juin : départ de la soixante-cinquième édition des 24 Heures du Mans.
- 15 juin (24 heures du Mans) : Michele Alboreto, Stefan Johansson et Tom Kristensen gagnent sur une TWR-Porsche.
- 15 juin (Formule 1) : Grand Prix automobile du Canada.
- 29 juin (Formule 1) : Grand Prix automobile de France.

### Juillet
- 27 juillet (Formule 1) : Grand Prix automobile d'Allemagne.

### Août
- 10 août (Formule 1) : Grand Prix de Hongrie.
- 24 août (Formule 1) : Grand Prix automobile de Belgique.

### Septembre
- 7 septembre (Formule 1) : Grand Prix automobile d'Italie.
- 21 septembre (Formule 1) : Grand Prix automobile d'Autriche.
- 25 septembre : à Black Rock Desert, Andy Green établit un nouveau record de vitesse terrestre : 1 149,30 km/h.
- 28 septembre (Formule 1) : Grand Prix automobile du Luxembourg.

### Octobre
- 12 octobre (Formule 1) : Grand Prix automobile du Japon.
- 15 octobre : à Black Rock Desert, Andy Green établit un nouveau record de vitesse terrestre : 1 227,99 km/h. Premier record supersonique (Mach 1,016).
- 26 octobre (Formule 1) : Grand Prix automobile d'Europe. Jacques Villeneuve devient le premier Canadien champion du monde de Formule 1 au volant d'une Williams-Renault.

### Novembre
- 25 novembre : le finlandais Tommi Mäkinen remporte le championnat du monde de rallyes.

## Naissances
- 30 septembre : Max Verstappen, pilote de Formule 1 néerlandais.
- 22 avril : Louis Delétraz, pilote automobile suisse.
- 24 avril : Florian Latorre, pilote automobile français.

## Décès
- 16 août : Jacques Pollet, pilote automobile français. (° 2 juillet 1922).
- 24 août : Luigi Villoresi, pilote automobile ìtalien. (° 16 mai 1909).
- 2 septembre :  Christian Blanc, pilote automobile suisse, (° 4 septembre 1949).
- 16 novembre : José Behra, pilote de rallye et de circuit français. (° 11 septembre 1924).